# دانشگاه ملی تروخیو
دانشگاه ملی تروخیو (اسپانیایی: Universidad Nacional de Trujillo‎) (اختصاری UNT) یک دانشگاه دولتی بزرگ در تروجیلو، مرکز ناحیه لا لیبرتاد، کشور پرو واقع شده است. ایدهٔ تأسیس این دانشگاه توسط سیمون بولیوار و خوزه فاستینو سانچز کاریون طی ملاقتی در گواماچوکو پایه‌ریزی شد. حکم تأسیس این دانشگاه را در ۱۰ مه ۱۸۲۴ قبل از استقلال پرو از اسپانیا، به امضاء رسید. دانشگاه ملی تروجیلو، اولین دانشگاه جمهوری خواهان است که در پرو تأسیس شد.
این دانشگاه حدود ۱۹٬۰۰۰ دانشجو در ۱۲ دانشکدهٔ دانشگاهی دارد، و یکی از بزرگترین دانشگاه‌های حال حاضر در کشور، با مدیریت فعلی دکتر ویکتور کارلوس سابانا گامارا است.
یواِن‌تی به عنوان یکی از بهترین دانشگاههای پرو رتبه‌بندی شده است.